# Jan Bártů
Jan Bártů   (Praga, 16 de gener de 1955) és un pentatleta i entrenador txec, que va competir sota bandera txecoslovaca durant la dècada de 1970. És fill del també pentatleta olímpic Karel Bártů.
El 1976 va prendre part en els Jocs Olímpics d'Estiu de Montreal, on disputà dues proves del programa de pentatló modern. Junt a Bohumil Starnovksy i Jiří Adam guanyà la medalla de plata en la competició per equips, mentre en la competició individual guanyà la de bronze. Quatre anys més tard, als Jocs de Moscou, tornà a disputar dues proves del programa de pentatló modern. En aquesta ocasió fou sisè en la competició per equips i setzè en la competició individual.
Una vegada retirat de la competició va exercir d'entrenador, primer al High Performance Sport Center Sparta Praga i més tard com a director tècnic de l'equip nacional de pentatló de Txecoslovàquia, de 1986 a 1990, i de Mèxic, entre 1990 i 1994. Entre el 1995 i el 1998 fou l'entrenador en cap dels Estats Units. El 1998 passà a treballar per la federació britànica.
El març de 2017 va ser guardonat amb un Doctor honoris causa per la Universitat de Bath.